# Michael Dertouzos
Michael Leonidas Dertouzos (tiếng Hy Lạp: Μιχαήλ Λεωνίδας Δερτούζος; 5/11/1936 – 27/8/2001) là giáo sư chuyên ngành điện tử người Hy Lạp. Ông từng tham gia giảng dạy tại khoa Kỹ thuật điện và Khoa học máy tính của Viện Công nghệ Massachusetts và là giám đốc Phòng thí nghiệm khoa học máy tính và trí tuệ nhân tạo MIT (LCS) từ năm 1974 đến năm 2001.
Trong thời gian Dertouzos điều hành, LCS đã nghiên cứu được nhiều đột phá trong nhiều lĩnh vực: mã hóa RSA, bảng tính (Worksheet), NuBus, Hệ thống X Window và Internet. Dertouzos góp phần định hình nên tổ chức World Wide Web. Ông là một người ủng hộ mạnh mẽ của dự án GNU, Richard Stallman, và FSF...
Dertouzos tốt nghiệp tại trường Cao đẳng Athens và tiếp tục theo học ở Đại học Arkansas bằng học bổng Fulbright. Ông nhận bằng tiến sĩ tại M.I.T. năm 1964. Ông mất vào ngày 27/08/2001, được an táng tại First Cemetery of Athens.

## Trích dẫn
Chúng ta đã phạm một sai lầm lớn 300 năm về trước, khi đó chúng ta tách biệt công nghệ và chủ nghĩa nhân văn.... Đây là lúc hợp chúng lại cùng nhau.

— Michael Dertouzos, Scientific American, Tháng 7 năm 1997.